# Titus Lucretius Tricipitinus
Pour les articles homonymes, voir Lucretius Tricipitinus.

Titus (ou Publius) Lucretius Tricipitinus est un consul romain des débuts de la République romaine. Il est élu en 508 et 504 av. J.-C. avec pour collègue Publius Valerius Publicola,.
Il faut cependant préciser que comme la plus grande partie des hommes et des institutions de cette époque romaine, la réalité de son existence historique et de ses actions nous échappent, nos sources lacunaires présentant par ailleurs des récits et des traditions considérablement réécrits et déformés.

## Biographie selon la tradition
En 508 av. J.-C., il est élu au consulat avec Publius Valerius Publicola, qui est absent de Rome,. Lors du blocus de Rome par Porsenna, son collège Valerius Publicola prépare une embuscade pour piéger les armées étrusques, et engage le combat. Avec notamment Titus Herminius Aquilinus (consul en 507 av. J.-C.), Lucretius Tricipitinus et quelques manipules surgissent par derrière et sur les côtés, et les Romains vainquent une armée ennemie prise de tous côtés, mettant ainsi fin aux pillages incessants des étrusques,.
Il est élu consul par les comices centuriates pour la seconde fois en 504 av. J.-C. avec, une nouvelle fois, Publius Valerius Publicola,.